# Cundi
Cundi, właśc. Secundino Suárez Vázquez (ur. 13 kwietnia 1955 w San Martín del Rey Aurelio) – hiszpański piłkarz występujący podczas kariery zawodniczej na pozycji obrońcy. Uczestnik  Euro 1980 rozgrywanych we Włoszech.

## Życiorys
Był wieloletnim graczem Sportingu Gijón, w którym występował przez przeszło 14 lat.
Jest ojcem Rubéna Suáreza (ur. 1979), również piłkarza.